# 馬克斯維爾·泰勒
馬克斯維爾·達文波特·泰勒（英語：Maxwell Davenport Taylor，1901年8月26日—1987年4月19日），暱稱馬斯·泰勒（Max Taylor），生於美國密苏里州，逝世于華盛頓哥倫比亞特區，美国陸軍上将。1922年於西點軍校畢業，是參加過第二次世界大战歐洲的戰場的美軍空降師長，曾提出過著名的靈活反應戰略。戰後擔任駐韓美軍司令（1953年-1955年），美國陸軍參謀長（1955年-1959年）及美国参谋长联席会议主席。1965年起轉任文職，任駐外大使。

## 生平
馬克斯維爾·泰勒生於密苏里州基斯维尔，1922年於西點軍校畢業。1937年駐華武官史迪威的助理，盧溝橋事件爆發後撤回到東京的美國駐日大使館，并編寫日軍的特點等研究報告。羅斯福將馬歇爾升為四星上將後，任陸軍參謀長。1939年，馬歇爾打算培養訓練一班新的軍官，而泰勒也奉命召回，加入陸軍軍事學院繼續深造。1940年，德國以閃電般的攻勢進攻歐洲各國大陸；美國打算穩固美洲等地，并臨時將各軍學院軍官送上戰場援助，而陸軍選中泰勒出使美洲戰場軍官。泰勒結束美洲援助後回來，順利畢業得到證書，并晉升為少校，擔任德克薩斯州的第2步兵師第12野戰炮兵營營長。擔任一年後，調往陸軍參謀長馬歇爾軍事助理工作。

## 82空降師副師長
第二次世界大戰初期，在马修·李奇微手下從事。1941年，5月20日，德軍空降師12天擊敗了4.4万英軍和希臘軍隊。美國鑒於德軍的空降和突擊能力，決定把原有空降團基礎的陸軍，加上第82步兵師，進行混合編製第82空降師和第101空降師。第82空降師由李奇微擔任師長，而泰勒擔任參謀長，上任後到空降團學習跳傘，證明自己是空降兵的一員。1941年10月，101空降師和第82空降師的師長、參謀長和師上部隊在北卡羅來納州的布拉格堡進行臨時實訓。1941年12月7日珍珠港爆發，殖民地相繼落入日本控制。約瑟夫·史迪威擔任中國戰區參謀長，并挑選司令官，泰勒曾在中國工作和他共事，也在他挑選的人當中。馬歇爾接收到名單後，唯獨留下泰勒沒有選上到中國戰區。馬歇爾認為泰勒在只有少數本國軍隊的亞洲，只能作軍事參謀長，打算派他到歐洲戰場，并在第82空降師擔任參謀長，從少校升為上校。

## 第二次世界大戰

### 西西里島登陸
1942年12月晉升為準將，擔任第82空降師副師長。北非戰場後，美、法聯合參謀擬定下一個目標為西西里島。計劃其中一項是由美軍的一支空降師參戰，而李奇微和泰勒希望這個機會能落到他們身上；因此艾森豪威爾任命第82空降師擔任第一支到歐洲戰場的空降師。1943年3月，李奇微派泰勒前往第82空降師到摩洛哥烏傑準備，5月做好訓練。1943年，7月9日至7月10日夜間，午夜過後進行了四次空投，兩組英軍，兩組美軍。美國傘兵主要由李奇微和泰勒的第82空降師的第505傘兵團組成，這是他們第一次空降作戰。強風導致運輸機偏離了預定路線，並使部隊分散開來，結果大約有一半的士兵沒能到達集合點。後面的空降部隊沒有通訊設備下，面臨敵軍炮火攻擊同時，也遭受盟軍的海軍和地面部隊攻擊，造成重大傷亡。前面空降的部隊空降到高地，佔領大橋。7月19日，第82空降師和美軍第3裝甲師、第9步兵師編成第9軍後南進攻打巴勒莫。7月24日佔領墨西拿；8月17日佔領整個西西里島。

### 突入羅馬
1943年7月25日，軸心國意大利的首相墨索里尼遭到監禁，陸軍元帥巴多格里奧成為新首相，盟軍決定進攻意大利。命克拉克為第5集團軍司令，該軍隊有英國第10軍和美國第6軍指揮權，任務是進行意大利薩萊諾灣登陸，代號雪崩。在9月8日意大利投降的時候，空降到羅馬，協助意大利攻打德國。9月8日晚，泰勒指揮他的第82空降師，派遣2000人在富爾巴拉和切爾維特裡機場空降，幾天內分別空降，再進入羅馬。為確保意大利倒戈幫助盟軍得到安全的情況下，泰勒和李奇微認為跟意大利和羅馬接觸，并派遣泰勒私下跟意大利確保空降等作戰計劃。泰勒偽裝成傷員進入意大利羅馬城，談話後得知意大利只會投降，但不打算進行美軍的空降計劃，泰勒通知艾森豪威爾停止空降計劃。意大利宣告投降，盟軍直接幫助意大利把德軍打退。泰勒回到西西里島，第82空降師開始在薩勒諾進行空降增援，成為克拉克將軍指揮的部隊之一，10月1日，第82空降師率先突入那不勒斯。

### 101空降師師長

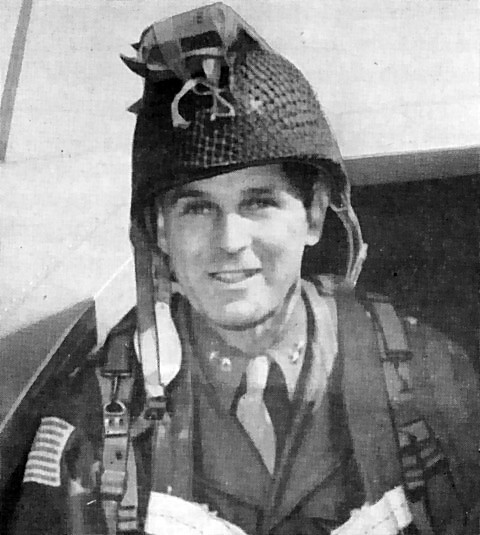
諾曼第登陸的泰勒

1943年籌備霸王行動，以每星期投入一個師運送到英國。其中一個師叫做呼嘯之鷹，這就是101空降師。而101空降師是威廉·C·李指揮，擁有美軍空降師之父美譽。但在1944年2月，威廉·C·李在訓練期間暈倒昏迷不醒，診斷出嚴重心臟病。雖然已經有所緩解，但不適應再擔任101空降師師長。隨後盟軍最高總司令艾森豪威爾決定，命馬歇爾向他推薦的泰勒為101空降師的師長，時年43歲。

### 諾曼底登陸
經過演習訓練，泰勒得出結果：空降後難以發現和識別，還有的是某些運輸機沒有投送空降而撤回。其後泰勒將綑綁繩索換成夜光繩索，美國購買蟋蟀玩具，并派發給士兵用而玩具的聲音相應。重新調整空降師紀律，禁止沒有空降就撤退。1944年6月6日晚上，進行諾曼底搶灘登陸，泰勒率先第一個跳傘空降，101空降師緊跟其後。其空降部隊降落後進行戰鬥，泰勒尋找其部隊成員，當旁邊有人正準備開槍，旁邊的人用蟋蟀玩具響應，知道是自己的部隊，開始與其他人合師。6月12日拿下卡倫丹，空降師任務結束。6月24日到瑟堡防守；7月，布萊德雷到瑟堡為101空降師的授勳，把十字勳章表在泰勒胸前，表彰其諾曼地登陸戰役中表現。隨後，蒙哥馬利將軍授予泰勒英國傑出服務勳章，表彰泰勒在卡倫丹作戰的指揮。

### 市場花園行動
蒙哥馬利和艾森豪威爾擬定“市場花園”作戰計劃，市場花園的意思代表空降（市場）和地面（花園）部隊。打算在荷蘭恩荷芬北部24公里進行空降，而第82空降師在101空降師的空降地點以北48公里的伊梅根進行空降，而英軍第1空降師在阿納姆附近空降，為了奪權大橋等交通通道以便進攻。花園進行地面攻擊，英國第30軍為進攻主導，由比利時、荷蘭邊境出發，沿運河公路突入荷蘭，沿途逐步與3個空降師會合。在空降師的配合下，地面部隊攻佔了阿納姆，繼續突入德國境內再進攻魯爾。101空降師的任務再荷蘭的恩荷芬至維格爾進行空降行動，要完全奪取重要陣地，在24公里的地方保障英國第30軍能向前推進。1944年9月17日，盟軍使用戰鬥機和轟炸機轟炸德國對荷蘭境內的德軍機場進行轟炸，使德軍空中和防禦能力癱瘓，掌握盟軍的制空權。上午，運輸機和滑翔機從英格蘭起飛到荷蘭境內，泰勒率先跳傘，3天內，把差不多把恩荷芬的橋樑城鎮佔領。19日，泰勒指揮101空降師堅守陣地。原定計劃3天內101空降師完成任務後轉移到別處，但蒙哥馬利負責這次指揮，把第82空降師和101空降師都弄到地面去作戰，持續兩個月，直到11月25日才可以撤離荷蘭戰區，回到法國休整。

### 突出部戰役
泰勒回國休假，盟軍打算從西線進攻德國，蘇聯進攻東線。但希特勒打算固守東線，反擊西線最弱的盟軍。在阿登山區突破包圍美軍第12集團軍，切斷第12集團軍所有交通通道，106步兵師（422團和423團）被迫投降，盟軍也因此撤退。初先擔任支援前線美軍步兵第106師作戰，卻也遭到大股20萬名納粹德軍包圍在巴斯托涅，經泰勒指揮若定奮戰，及巴頓中將美軍第3軍團奮力拯救101師，終於在零下20度嚴寒厚雪地裡合力擊潰兵員數三倍於美軍、卻缺乏油料的納粹德軍。12月16日德軍進攻阿登山區，盟軍戰線開始崩毀，艾森豪威爾，布萊德雷和巴頓商討，由巴頓的第3軍團進攻德軍側翼;為防守交通樞紐通道，不能讓德軍使用公路調用機械化裝甲部隊，打算派101空降師固守。12月17日，等不到泰勒回來調用安东尼·麦考利夫擔任101空降師代理師長，前往巴斯托涅。12月21日，德軍包圍了巴斯托涅，101空降師和第10裝甲師B戰鬥群仍然頑固防守。德軍要求受困的美軍投降，當時的101空降師代理師長麥克奥利弗回應：“Nuts（鬼扯!）”泰勒最後與麥克奥利弗會合并頑強抵抗德軍。1945年1月初，與巴頓的第三軍團合兵，切斷德軍後路。1月3日，泰勒和麥克奥利弗指揮101空降師剿滅阿登地區的德軍，艾森豪威爾對阿登地區的美軍進行補給。

### 進攻鷹巢
休整過後，1945年5月，101空降師重返戰場，編入亞歷山大·帕奇的第7集團軍，為進攻希特勒的指揮部。泰勒指揮他的空降兵突入希特勒阿爾卑斯山的指揮部“鷹巢”，德軍向盟軍投降。

## 二戰後
1953年6月，他被派往韓國，擔任美國第八軍團司令。從1955年到1959年，他接替他的前導師馬修·李奇威擔任陸軍參謀長。在陸軍參謀長任內，他率直批評艾森豪威爾政府的國防政策，認為其政策過分依賴核武器和忽視常規部隊；他還批評了參謀長聯席會議系統的不足之處。他由於政府沒有聽從他的建議而感到灰心，於1959年7月退役。他將他的批評寫成The Uncertain Trumpet一書，於1960年1月出版。
1960年肯尼迪當選總統。在1961年4月豬灣事件失敗後，肯尼迪感到參謀長聯席會議未能向他提供令人滿意的軍事建議，因此任命泰勒領導一個工作組，調查豬灣事件失敗的原因。肯尼迪在事件調查結束後不久，恢復他的現役身份，並於1962年10月任命他為参谋长联席会议主席。

## 外部資料
- General Maxwell Taylor, Official Army Bio （页面存档备份，存于） in Commanding Generals and Chiefs of Staff a publication of the United States Army Center of Military History
- General Maxwell Taylor, Official Joint Chiefs of Staff Bio （页面存档备份，存于） in pdf format
- Interview with Maxwell D. Taylor, 1979 (Part 1 of 4) （页面存档备份，存于）, WGBH Media Library & Archives.
- Maxwell Davenport Taylor, General, United States Army （页面存档备份，存于） at Arlington National Cemetery Website （页面存档备份，存于）

| 军职                      | 军职                                 | 军职                      |
| ------------------------- | ------------------------------------ | ------------------------- |
| 前任： 詹姆斯·范佛里特    | 美国第八集团军司令 1953年–1955年     | 繼任： 李曼·雷姆尼澤      |
| 前任： 約翰·赫爾          | 琉球列岛美国民政府民政长官 1955年    | 繼任： 李曼·雷姆尼澤      |
| 前任： 馬修·李奇微        | 美国陆军参谋长 1955年–1959年         | 繼任： 李曼·雷姆尼澤      |
| 前任： 李曼·雷姆尼澤      | 美国参谋长联席会议主席 1962年–1964年 | 繼任： 埃利·惠勒          |
| 外交職務                  |                                      |                           |
| 前任： 小亨利·卡伯特·洛奇 | 美国驻越南共和国大使 1964年–1965年   | 繼任： 小亨利·卡伯特·洛奇 |